# Обеліск Слави (Керч)
Обеліск Слави Безсмертним Героям на горі Мітридат — монумент, присвячений рядовим, сержантам, офіцерам і генералам Окремої Приморської Армії, морякам Азовської військової флотилії і всім воїнам, які загинули у боях за звільнення Криму (листопад 1943 року — квітень 1944 року). Обеліск розташований у місті Керч, (Крим, Україна) на верхів'ї гори Мітридат.

## Історія монумента
У 1944 році на верхів'ї гори Мітридат за проєктом архітекторів О. Д. Кисельова і М. Я. Гінзбурга було встановлено обеліск Слави, який став теперішнім символом міста-героя Керч. (О. Д. Кисельов також є автором обеліска військової Слави на Сапун-горі у Севастополі). Для будівництва монумента використовувались камені від Троїцького собору (1832) рік., який в ті часи був головним храмом Керчі. Монумент був відкритий 8 серпня 1944 року і став першим пам'ятником, присвяченим подіям німецько-радянської війни на території СРСР.
Пам'ятник був споруджений воїнами 9-го мотоінженерного батальйону підполковника Ф.І. Кіневського. Тригранний 24-х метровий обеліск встановлено на багатоступеневому постаменті. На схилі, звернутому до міста, укріплено макет Ордену Слави. Суворий зі світло-сірого каменя пам'ятник видно з відстані до 20 км. На постаменті, неначе охороняючи обеліск, стоять три 76-мм гармати. Поряд — велика меморіальна дошка у вигляді розгорнутої книги, виконана із мармуру. Обеліск Слави було відкрито 8 жовтня 1944.

## Вічний вогонь
Пізніше на верхів'ї гори Мітридат було споруджено Вічний вогонь, який запалав на пам'ять про загиблих воїнів 9 травня 1959 року.

## Списки пам'яті
У меморіалі наведені списки 146 Героїв Радянського Союзу, відмічених вищими нагородами Батьківщини у боях за місто Керч. Також наведено перелік 21 військової частини, вшанованих почесного найменування «Керченська».

## Галерея

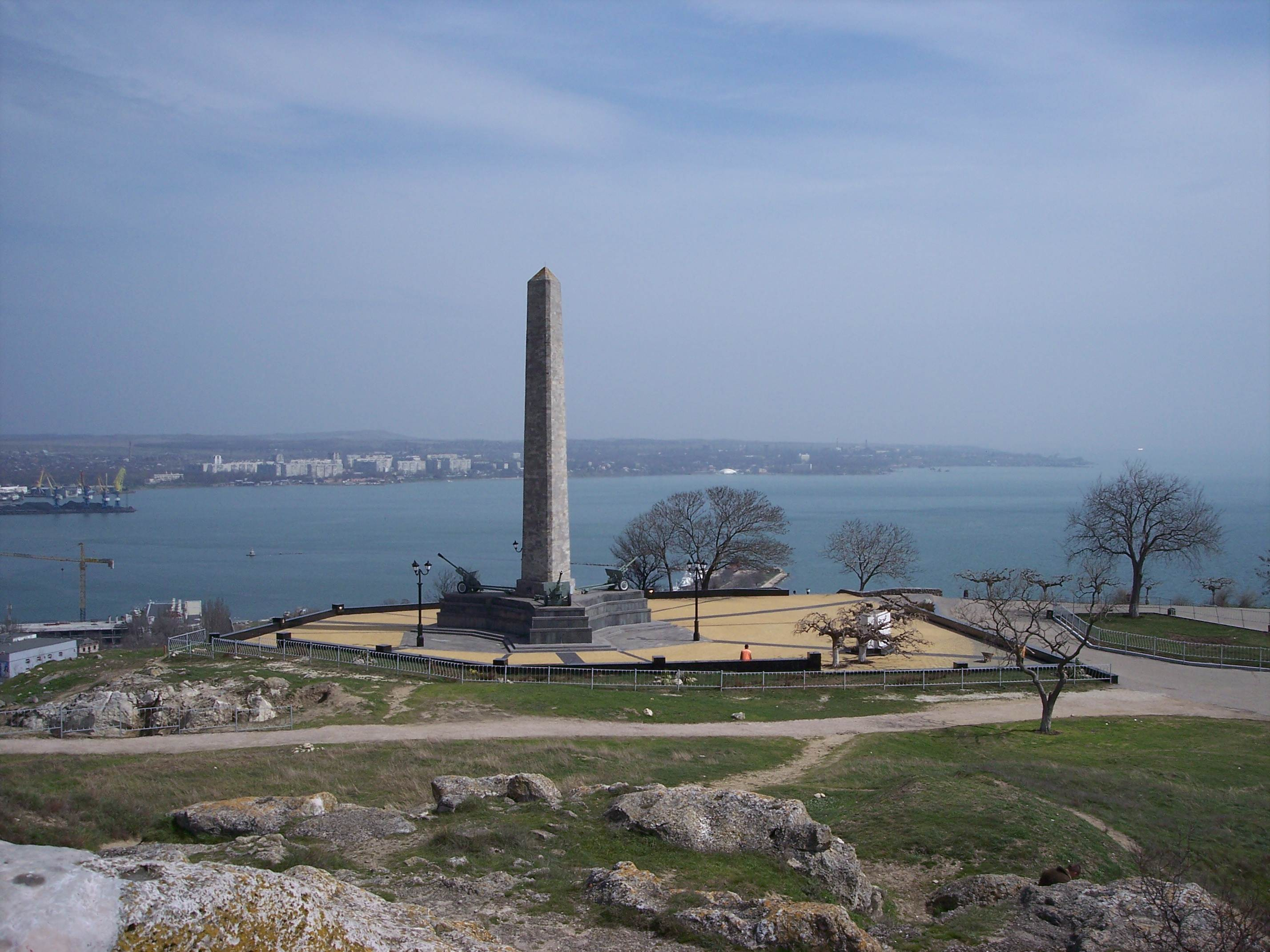
Обеліск Слави (вигляд з верхів’я гори)
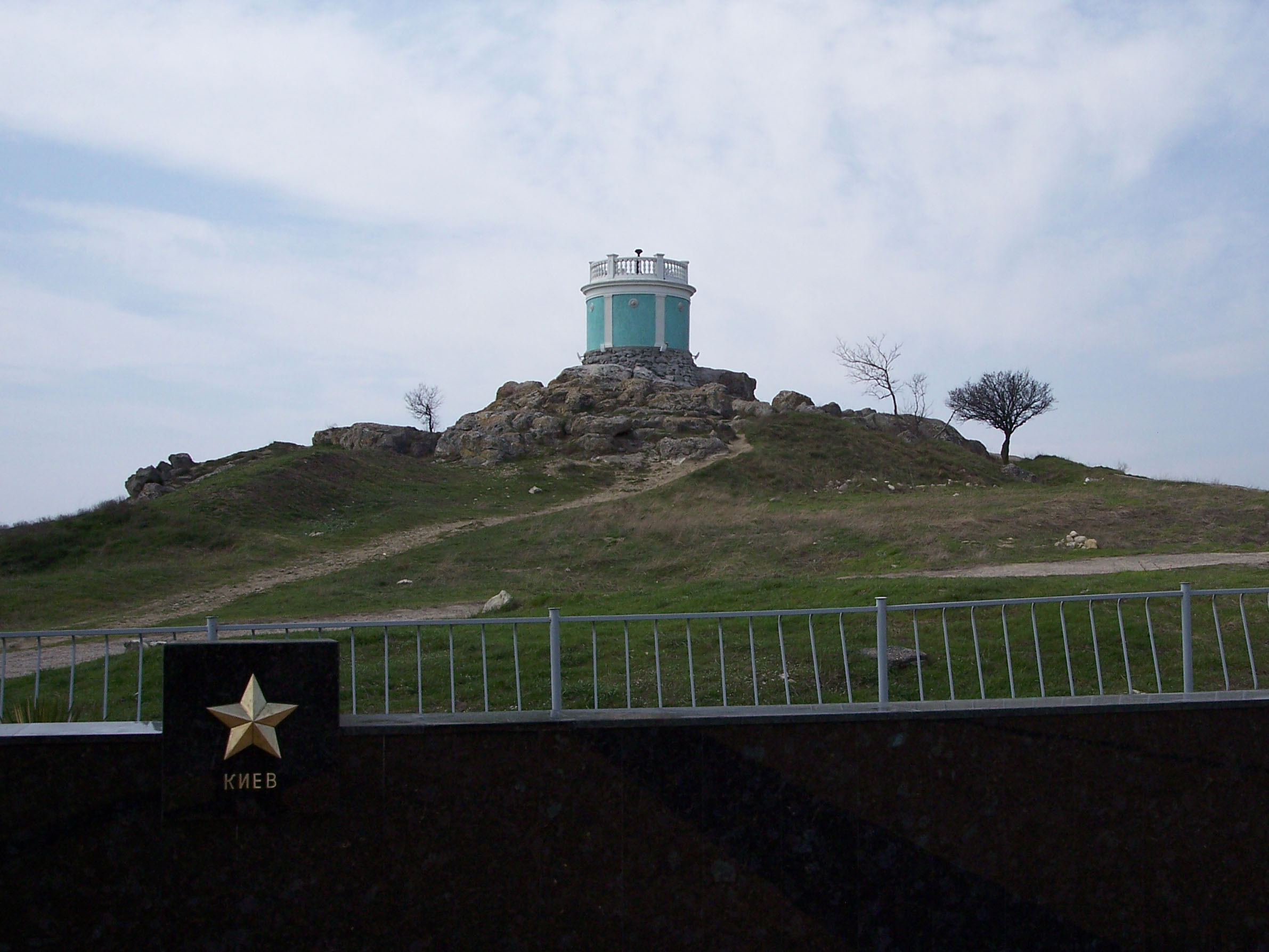
Вічний вогонь на горі Мітридат
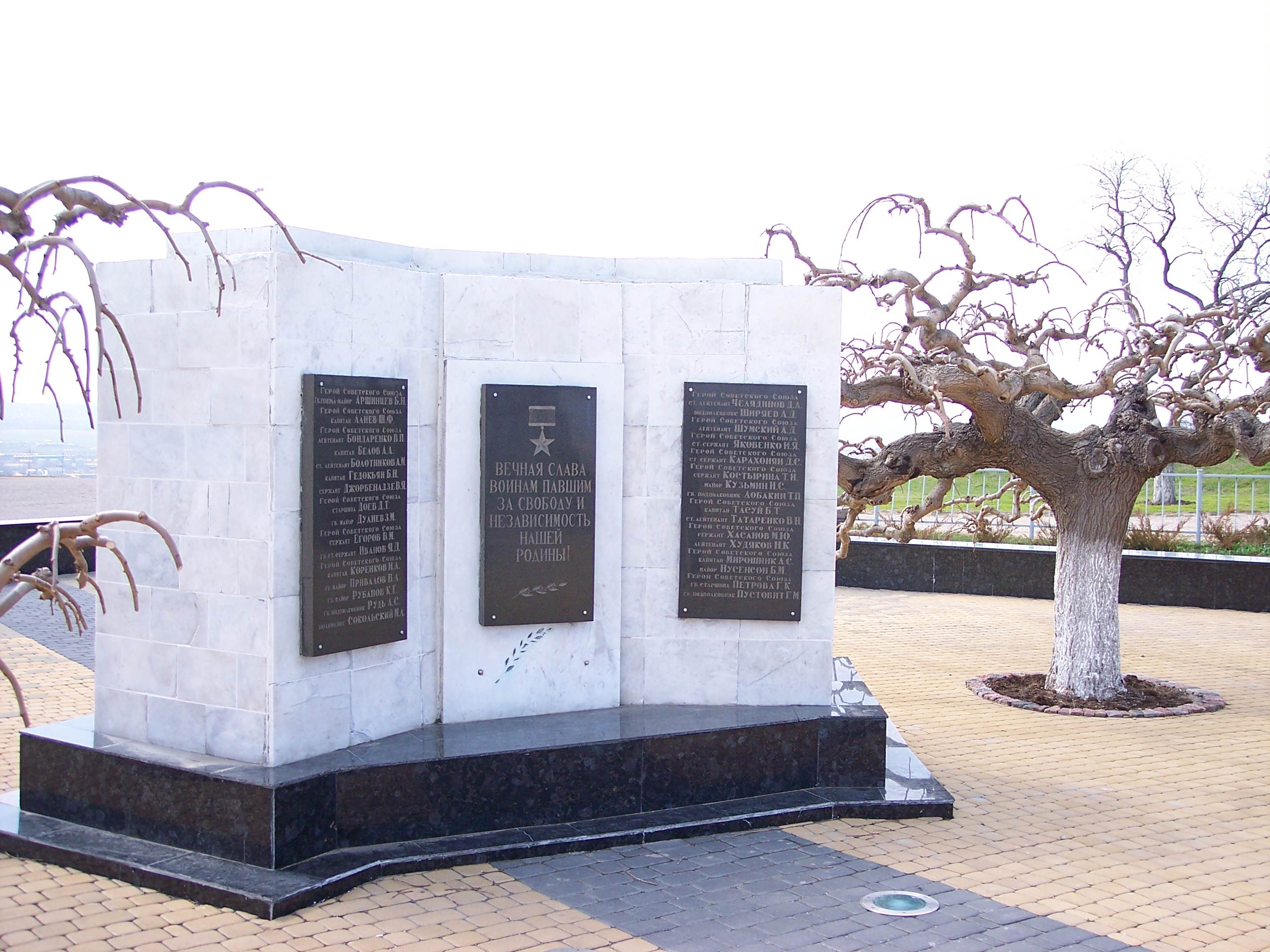
Меморіальні плити біля Обеліска Слави